# منتخب فنزويلا لكرة اليد للسيدات
منتخب فنزويلا لكرة اليد للسيدات هو الممثل الرسمي لفنزويلا في رياضة كرة اليد. شارك في بطولة بان أميركان لكرة اليد للسيدات 3 مرات وكانت المشاركة الأولى في سنة 2011، كان أفضل مركز له فيها هو السابع.